# Beklemishevia barbata
Beklemishevia barbata är en kvalsterart som först beskrevs av Christoph D. Schubart 1968.  Beklemishevia barbata ingår i släktet Beklemishevia och familjen Ctenacaridae. Inga underarter finns listade.